# Folcmar d'Utrecht
Folcmar d'Utrecht o Poppo (mort el 10 de desembre de 990) fou bisbe d'Utrecht entre el 976 fins a 990.

## Biografia
Folcmar era el fill del comte saxó Adalbero i tenia com a oncle al bisbe Bernward de Hildesheim, un fervent constructor responsable de les famoses portes de bronze de la Catedral de Santa Maria de Hildesheim. Folcmar va ser membre del capítol a Hildesheim, i el 975 es va convertir en canceller d'Otó II del Sacre Imperi, que després ho va designar per al Bisbat d'Utrecht. Quan el cosí d'Otó II, Enric II, duc de Baviera, es va revoltar en un intent per apoderar-se del tron, va ser derrotat, espoliat de tots els seus béns i es va posar sota la custòdia del bisbe Folcmar. Després de la mort d'Otó II, Enric va ser posat en llibertat, però aviat va fer un altre intent pel tron contra el nen Otto III, emperador del Sacre Imperi. Això va mantenir Folcmar involucrat en el tema de la successió. Folcmar va ser enterrat a la catedral de Sant Martí d'Utrecht.